# Isuzu VehiCROSS
La Isuzu VehiCROSS è un'autovettura prodotta dalla casa automobilistica giapponese Isuzu dal 1997 al 2001.

## Descrizione
La vettura condivide molti componenti con la Trooper, incluso il motore V6 da 3,2 e 3,5 litri. Il veicolo è inoltre dotato di serie del sistema di trazione integrale Torque on Demand 
4WD (TOD) prodotto dalla Borg Warner. 
La VehiCROSS è un crossover SUV a 2 porte di piccole dimensioni con uno stile esterno caratterizzato da superfici arrotondate, con inserti e rivestimento in plastica presenti su tutta la parte inferiore della carrozzeria. La VehiCROSS è stata equipaggiata con cerchi in lega lucidati da 16 pollici e dal 1999 con cerchi cromati da 18.
La versione giapponese era offerta nella versione 2WD oltre a quella 4WD TOD. Il sistema TOD 4WD funzionava attraverso 12 sensori indipendenti per rilevare lo slittamento delle ruote e in grado di reindirizzare la coppia motrice alle ruote con la maggiore presa.
La produzione fin dall'inizio fu programmata per essere limitata, con solo 5 958 veicoli prodotti tra il 1997 e il 2001. Sono stati prodotti 1 805 per il mercato giapponese e i restanti 4 153 per gli Stati Uniti.